# MCU x SEGA Sound Collection
『MCU x SEGA Sound Collection』（エムシーユー かける セガ サウンドコレクション）は、MCUのミニ・アルバム。2021年6月に発売。

## 概要
ゲーム開発会社のセガとのコラボアルバムで、1980年代に発売されたセガのゲーム『ファンタジーゾーン』『ペンゴ』『アレックスキッド』『ゲイングランド』をコンセプトとした書き下ろし曲4曲が収録されている。ジャケットデザインは、天外魔境シリーズなどのキャラクターデザインで知られるイラストレーターの辻野芳輝が担当。CD発売に伴い、ジャケットのデザインをモチーフにしたTシャツ、複製画、雑貨などの記念商品も発売された。

## 収録曲
1. ペンゴ
2. ファンタジーゾーン
3. ゲイングランド（ファミリーコンティニュー名義）
4. アレックスキッドインミラクルワールド（ファミリーコンティニュー名義）